# Воронцово-Николаевское
Воронцово-Николаевское — бывшее село в Сальском районе Ростовской области. Включено в городскую черту Сальска в 1957 году.

## География
Располагалось на правом берегу реки Средний Егорлык (позже на реке в границах села было создано Воронцово-Николаевское водохранилище, перекрытое тремя плотинами и водосбросом), примерно в 1-1,5 километрах от станции Торговая (с 1929 года станция Сальск), а на левом берегу реки располагались два хутора Образцовый и Заречный, относившиеся к селу Воронцово-Николаевскому. На территории села имелась Рыбасова балка, являвшаяся притоком реки Средний Егорлык. Граница села Воронцово-Николаевского проходила по улице Свободы и совпадала с границей города Сальска (южная часть улицы относилась к городу, а северная к селу).

## История
Первоначально считалось, что первое поселение было основано в 1830 году как хутор Юндин (Юдичев) по фамилии его основателя крестьянина Юндина. В настоящее время датой основания хутора признан 1812 году. В 1849 году хутор, к тому времени разросшийся и пополнившийся переселенцами, был преобразован в село Воронцовское. Название селу дано было согласно желанию наместника Кавказа князя Воронцова, который в первый год преобразования села был и ночевал в нём. В том же году построена деревянная Вознесенская церковь. В начале 20-го века в селе действовало две церковно-приходских школы: мужская и женская и 4 одноклассных училища Министерства народного просвещения. Село входило в состав Медвеженского уезда Ставропольской губернии.
В июне 1918 года, в память белогвардейского генерала-лейтенанта Маркова С. Л., убитого в бою у станции Шаблиевской, командующий Добровольческой Армией А.И. Деникин переименовал село Воронцово-Николаевское в город Марков (в 1920 году название город Марков было упразднено, а населённому пункту возвращено прежнее наименование — село Воронцово-Николаевское). Официальных письменных документальных источников, подтверждающих переименование села Воронцово-Николаевского в город Марков, нет.
В июне 1924 года село Воронцово-Николаевское и Воронцово-Николаевский район Ставропольской губернии вошли в состав Сальского округа Юго-Востока России.
В период с марта 1926 года по август 1930 года село Воронцово-Николаевское являлось районным центром Воронцово-Николаевского района Сальского округа Северо-Кавказского края.
В августе 1930 года, в связи с ликвидацией Сальского округа, Воронцово-Николаевский район был переименован в Сальский, а районный центр перенесен из села Воронцово-Николаевского в город Сальск. Село Воронцово-Николаевское являлось административным центром Воронцово-Николаевского Сельсовета в составе Сальского района.
31 мая 1957 года решением Ростовского облисполкома № 255 село Воронцово-Николаевское было упразднено, а его территория включена в городскую черту города Сальска.

## Население
Динамика численности населения
| 1903  | 1909   | 1911   | 1926   | 1939  |
| ----- | ------ | ------ | ------ | ----- |
| 14248 | 11 348 | 13 784 | 11 536 | 14171 |

## Известные уроженцы, жители
Василий Кириллович Нечитайло (1915—1980) — советский художник-живописец, жанрист и портретист. Член-корреспондент АХ СССР (1973) родился 9 января 1915 года в селе Воронцово-Николаевское.